# Grzmiąca (Powiat Szczecinecki)
Grzmiącaⓘ (deutsch Gramenz) ist ein Ort und eine gleichnamige Gmina (Landgemeinde) im Powiat Szczecinecki (Kreis Neustettin) in der polnischen Woiwodschaft Westpommern.

## Geographie

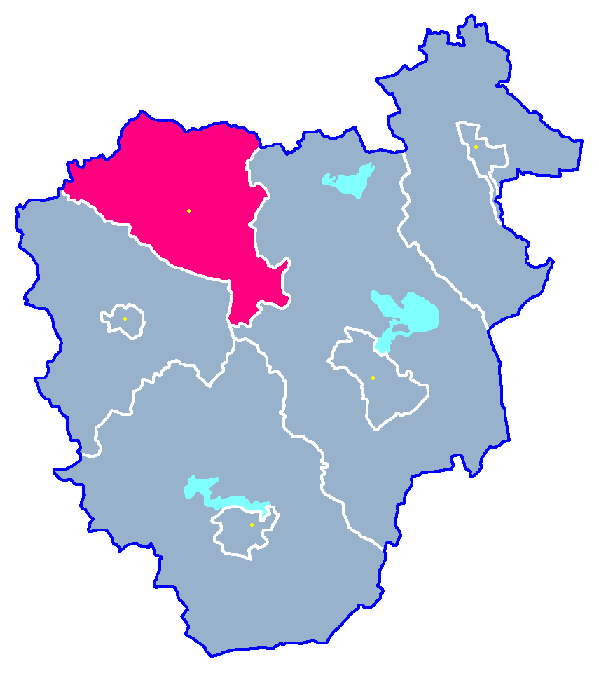
Die Lage der Gmina Grzmiąca (Gramenz) im Powiat Szczecinecki (Kreis Neustettin)

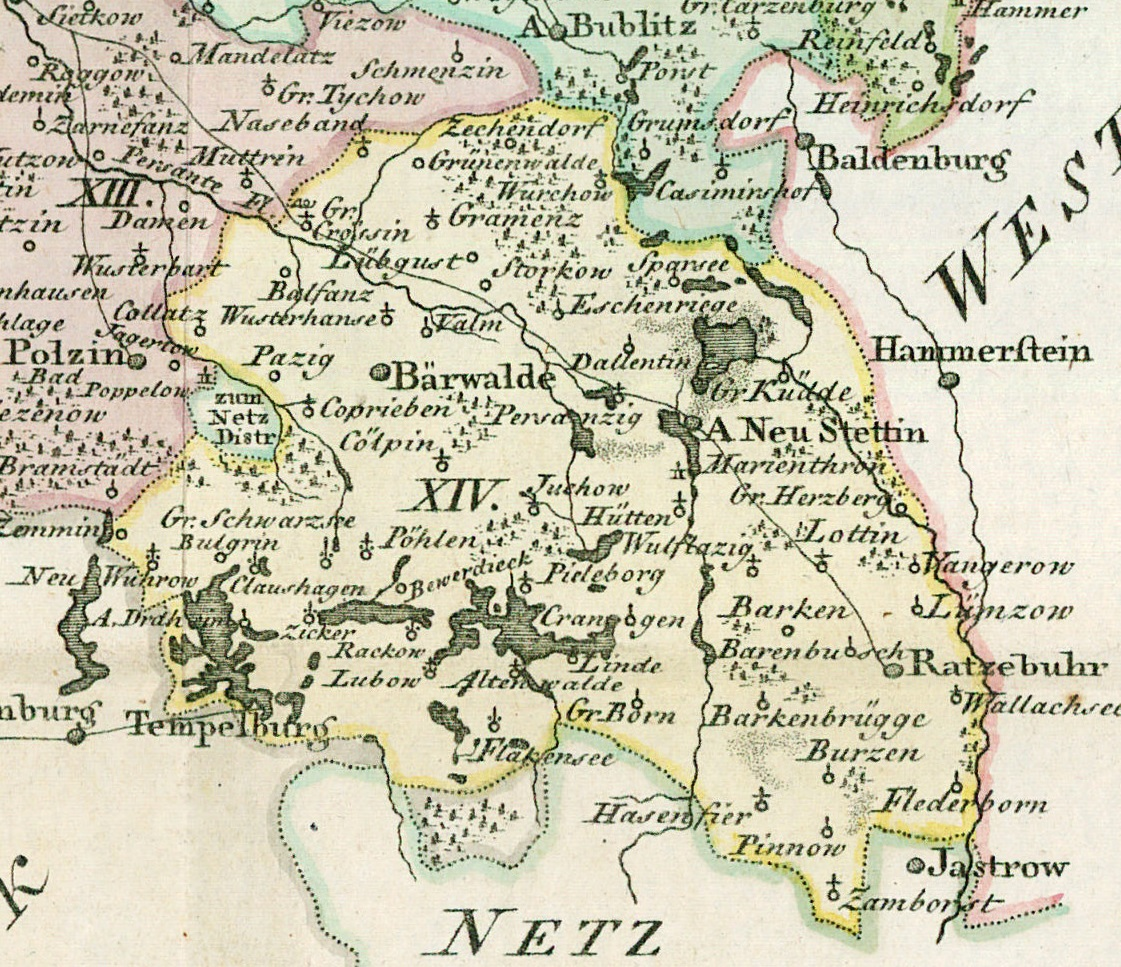
Kreis Neustettin, Karte (Ausschnitt) von 1794

Die Gmina Grzmiąca umfasst eine Fläche von 204,49 km², was 11,6 % der Gesamtfläche des Powiat Szczecienecki entspricht.
Nachbargemeinden von Grzmiąca sind:
- Barwice (Bärwalde) und Gmina Szczecinek (Landgemeinde Neustettin) im Powiat Szczecinecki,
- Tychowo (Groß Tychow) im Powiat Białogardzki (Kreis Belgard), und
- Bobolice (Bublitz) im Powiat Koszaliński (Kreis Köslin).

Die Grenze zur Nachbargemeinde Barwice wird vom Lauf der Parsęta (Persante) gebildet, die im Gebiet der Gmina Grzmiąca das Wasser zahlreicher kleiner Flüsse (u. a. Radusza (Radesch), Trzebiegoszcz (Triebgust)) und Bäche aufnimmt und später in die Ostsee bei Kołobrzeg (Kolberg) mündet.

## Geschichte
Gramenz mit seinem Schloss war bis zum Konkurs 1813 im Besitz der Familie Glasenapp. Um 1784 gab es in dem Kirchdorf Gramenz drei Vorwerke, zwei Wassermühlen, 35 Bauern, 25 Kossäten, zwei Schmieden, zwei Gasthäuser, einen Prediger, einen Küster, der zugleich Organist war, und insgesamt 96 Feuerstellen (Haushalte). 1897 erwarb das preußische Königshaus die Herrschaft und trat sie 1927 an den preußischen Staat ab.
Als die Preußische Ostbahn im Jahre 1878 Gramenz mit der Strecke Neustettin – Belgard, später weiter bis Kolberg, an ihr Netz anschloss, erlebte der Ort einen wirtschaftlichen Aufschwung.
Bis 1945 gehörte Gramenz zum Landkreis Neustettin im Regierungsbezirk Köslin der preußischen Provinz Pommern. Nach Ende des Zweiten Weltkriegs wurde
1945 Gramenz unter polnische Verwaltung gestellt und in Grzmiąca umbenannt.
Heute befindet sich der Amtssitz von Grzmiąca im ehemaligen Gramenzer Schloss.

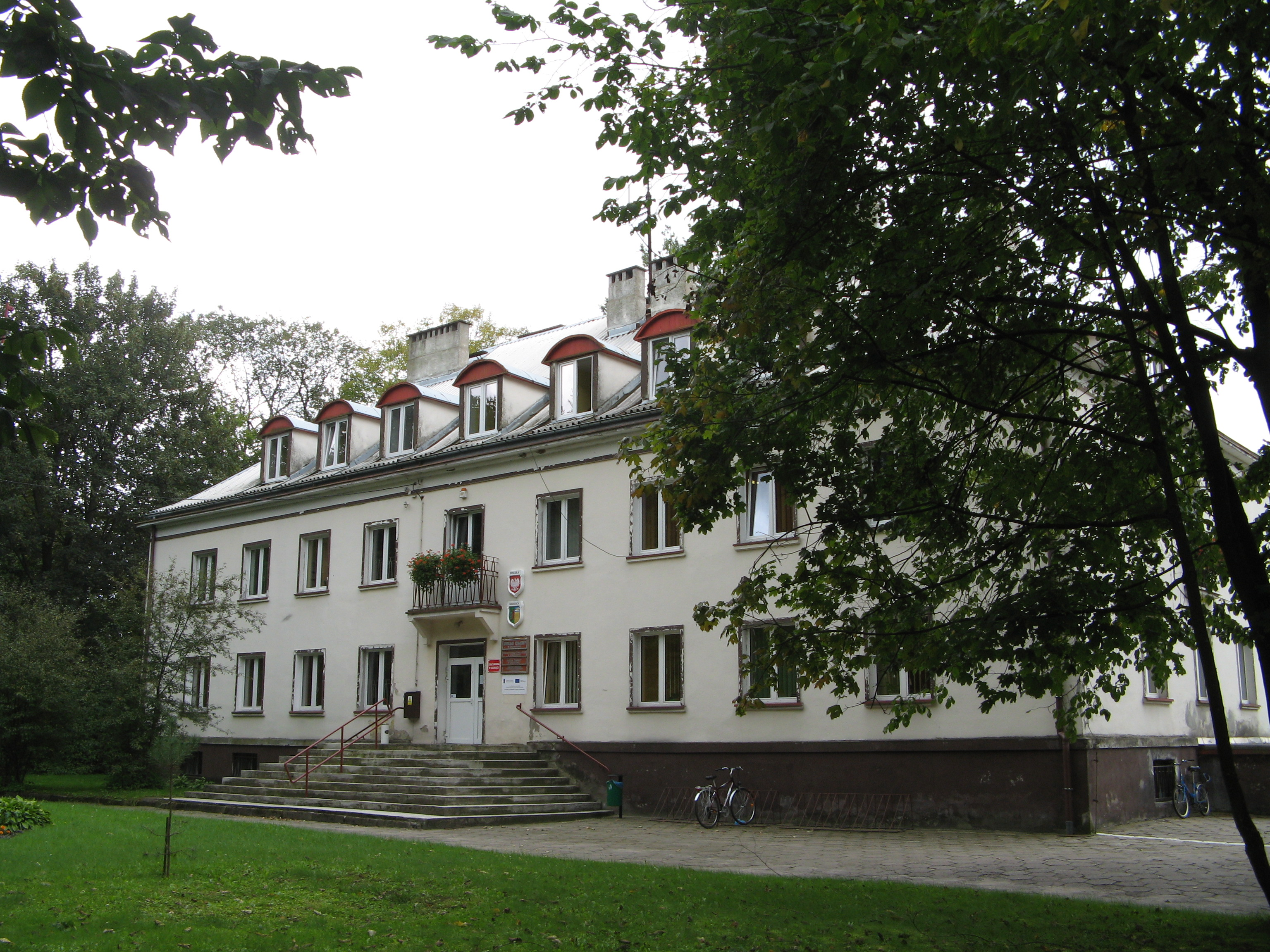
Schloss in Gramenz

### Kirche

#### Pfarrkirche
Die Grzmiącaer Kirche wurde um 1600 aus Backsteinen errichtet und Anfang des 18. Jahrhunderts baulich verändert. Der Turm ist mit einer gedrungenen Haube versehen.
Im Kircheninnern sind Altar und Pfarrgestühl reich mit Akanthusblattwerk der ersten Hälfte des 18. Jahrhunderts geschnitzt worden. Das Mittelbild – eine Kreuzigungsdarstellung – wurde durch die Kanzel ersetzt.
Bis 1945 war die Kirche ein evangelisches Gotteshaus und wurde nach 1945 zugunsten der katholischen Kirche enteignet. Sie erhielt eine neue Weihe und den Namen Kościół pw. MB Królowej Polski (Kirche der Gottesmutter, Königin von Polen).

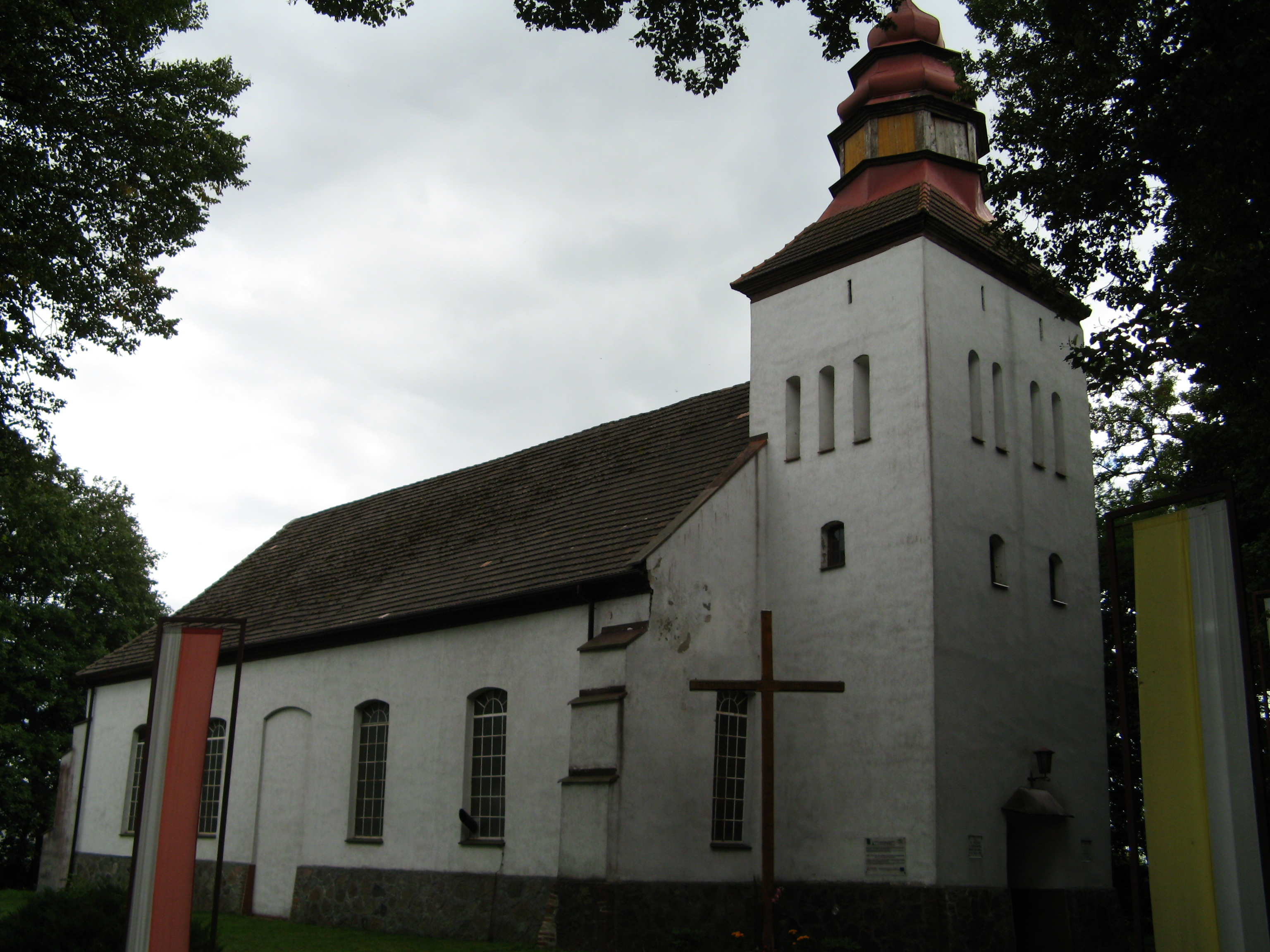
Kirche in Gramenz

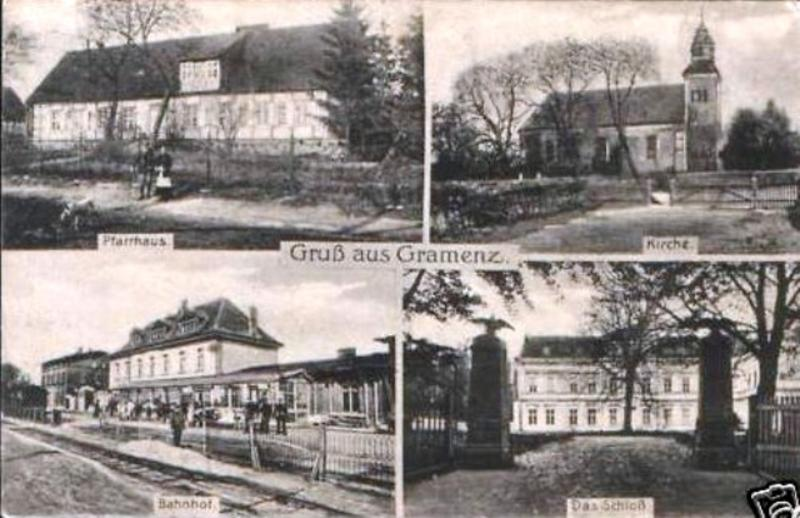
Postkarte: Historische Gebäude von Gramenz

#### Kirchspiel und Pfarreien
Bis 1945 lebten in Gramenz und Umgebung mehrheitlich evangelische Kirchenglieder. Das Dorf war Pfarramtssitz des Kirchspiels Gramenz, in das die Kapellengemeinde Lübgust (heute polnisch: Lubogoszcz) sowie die Ortschaften Zuch (Sucha), Flackenheide (Wielawino) und Storkow (Storkowo) eingepfarrt waren. Es gehörte zum Kirchenkreis Neustettin im Westsprengel der Kirchenprovinz Pommern der Kirche der Altpreußischen Union.
Im Jahre 1940 zählte das Kirchspiel Gramenz insgesamt 2.699 Gemeindeglieder. Das Kirchenpatronat hatte zuletzt die Bezirksregierung in Schneidemühl inne und teilte es sich mit den Rohr (Adelsgeschlecht) und Gaudecker (Adelsgeschlecht) auf den Rittergütern Lübgust und Zuch.
Seit 1945 leben überwiegend katholische Kirchenglieder in Grzmiąca. Der Ort ist weiterhin Pfarrsitz, gehört heute jedoch zum Dekanat Barwice (Bärwalde) im Bistum Köslin-Kolberg der Katholischen Kirche in Polen.
Hier lebende evangelische Kirchenglieder werden vom Pfarramt in Koszalin (Köslin) in der Diözese Pommern-Großpolen der Evangelisch-Augsburgischen Kirche in Polen betreut. Kirchort ist heute Białogard (Belgard), wo Gottesdienste auch in deutscher Sprache gehalten werden.
Pfarrer bis 1945
Von der Reformation bis zur Vertreibung 1945 amtierten in Gramenz als Geistliche:
1. Andreas Kühn, 1582–1611
2. Samuel Andreas Blankenburg, 1612–1656
3. Michael Buges, 1656–1718
4. Jakob Wycke (Wodecke), 1718–1729
5. Martin Gottfried Eberhardi, 1730–1748
6. Christoph Heinrich Richter, 1749–1780
7. Johann Carl Gottlieb Plantikow, 1781–1785
8. Martin Ludwig Wilhelm Grüzmacher, 1786–1818
9. Johann Karl Georg Plantikow, 1820–1831
10. Friedrich Meinhof, 1832–1842
11. Johannes Andreas August Dieckmann, 1842–1866
12. Friedrich Julius Richard Kasischke, 1866–1869
13. Eduard Hermann Havenstein, 1869–1876
14. Johannes Heinrich Ferdinand Nedtwig, 1876
15. Heinrich Ferdinand Rutzen, 1876–1889
16. Johannes Heinrich Ferdinand Nedtwig, 1890–1911
17. Gerhard Rutzen, 1911–1945

### Persönlichkeiten der Gemeinde
- Ernst Senfft von Pilsach (1795–1882), Oberpräsident der preußischen Provinz Pommern und Mitglied des preußischen Herrenhauses, Gutsherr auf Gramenz.
- Friedrich von Bodelschwingh der Ältere (1831–1910), zwischen 1852 und 1854 in Gramenz als Gutsverwalter tätig.
- Arnold Senfft von Pilsach (1859–1919), deutscher Politiker, Landeshauptmann der Provinz Westpreußen.

### Bevölkerungsentwicklung
| Jahr | Einwohner | Männlich | Weiblich | Protestanten | Katholiken | Juden |
| ---- | --------- | -------- | -------- | ------------ | ---------- | ----- |
| 1867 | 1408      |          |          |              |            |       |
| 1871 | 1318      | 0661     | 0657     | 1308         | 5          | 5     |
| 1925 | 1411      | 0680     | 0731     | 1391         | 20         |       |
| 2016 | 4867      | 2460     | 2407     |              |            |       |

Der Ort Gramenz zählte (2006) 1375 Einwohner.

## Gemeinde

### Gemeindegliederung
Zur Landgemeinde Grzmiąca gehören 31 Ortschaften, die 15 Schulzenämtern zugeordnet sind.
Ortsteile
| - Czechy (Zechendorf) - Godzisław (Glasenapp) - Grzmiąca (Gramenz) - Iwin (Elfenbusch) - Krosino (Groß Krössin) - Lubogoszcz (Lübgust) - Mieszałki (Grünewald) - Nosibądy (Naseband) | - Przeradz (Eschenriege) - Przystawy (Ernsthöhe) - Radomyśl (Klingbeck) - Radusz (Burghof) - Storkowo (Storkow) - Wielanowo (Villnow) - Wielawino (Flackenheide) |

Übrige Ortschaften
Boleszkowice (Karlshöhe), Gdaniec (Hasendanz), Glewo (Klewerhof), Grzmiączka (Gramenzer Busch), Kamionka (Steinburg), Klepary (Oberhof), Kłośno (Krämerwinkel), Owczary (Neuschäferei), Pustkowie (Pustkowie), Radostowo (Friedrichslust), Równe (Raffenberg), Sławno (Schofhütten), Strzeszyn (Altmühl), Sucha (Zuch), Świętno (Marienruh), Ubocze (Augustenhof) und Zwartowo (Schwartow).
Im ganzen Gemeindegebiet gilt einheitlich die Postleitzahl 78-450.

### Verkehr

#### Straßen
Mitten durch das Gemeindegebiet zieht sich von Nordost nach Südwest der Woiwodschaftsstraße 171, die die Gmina Grzmiąca nicht nur mit den Nachbarstädten Bobolice (Bublitz – 17 km), Barwice (Bärwalde – 14 km) und auch Czaplinek (Tempelburg) verbindet. Bis zur Kreisstadt Szczecinek (Neustettin) sind es 29 Kilometer.

#### Schienen
Die Bahnstrecke Szczecinek–Kołobrzeg (Staatsbahnlinie 404) verläuft durch das Gemeindegebiet und hat dort vier Bahnstationen: Przeradz (Eschenriege), Iwin (Elfenbusch), Grzmiąca und Wielanowo (Villnow).
Die Bahnlinie verbindet die Gemeinde im Süden mit der Kreisstadt Neustettin und führt über Białogard (Belgard) bis zur Ostseestadt Kołobrzeg (Kolberg).
Diese Strecke besteht seit 1878 und wurde von der Preußischen Ostbahn errichtet. Seit 1998 ist die eingleisige Strecke elektrifiziert.
Es existierten noch zwei weitere Bahnstrecken im Gemeindegebiet, die Gramenz zu einem Bahnknotenpunkt machten:
- seit 1896 die Bahnstrecke Gramenz–Zollbrück von Gramenz nach Bublitz (Bobolice), später weitergeführt über Pollnow (Polanów) nach Zollbrück (Kępice) mit den Bahnstationen Grünewald (Mieszałki) und Zechendorf (Czechy), bis sie 1945 demontiert wurde,
- seit 1903 die Bahnstrecke Grzmiąca–Kostrzyn (Gramenz–Küstrin) von Gramenz über Bärwalde (Barwice), Bad Polzin (Połczyn Zdrój) bis nach Falkenburg (Złocieniec) mit den Bahnstationen Lübgust (Lubogoszcz) und Flackenheide (Wielawino), bis sie 1999 für den Personenverkehr geschlossen und 2002 ganz stillgelegt wurde.

### Gemeindepartnerschaften und -freundschaften
Grzmiąca befindet sich in einer Städtefreundschaft mit Grevesmühlen in Deutschland.